# Pucheni
Pucheni là một xã thuộc hạt Dâmbovița, România. Dân số thời điểm năm 2002 là 2228 người.